# Svetlana Kitić
Svetlana Dašić-Kitić (Tuzla, 7. lipnja 1960.), bosanskohercegovačka rukometašica. 
Karijeru počinje u Jedinstvu iz Tuzle, a nastupala je za Radnički iz Beograda, jugoslavensku reprezentaciju, te reprezentaciju Bosne i Hercegovine. 1988. proglašena je IHF-ovom igračicom godine, a 2010. najboljom rukometašicom svih vremena. 

## Klupska karijera
S Radničkim je osvojila Europski kup prvaka 1980. te 1984., te 1986. Kup pobjednika kupova. Igračku je rukometnu karijeru okončala 2006. u 46. godini života, iduće 2 godine obnašala je dužnost športske ravnateljice ženske rukometne reprezentacije BiH, da bi se zatim opet aktivirala kao igračica u Radničkom.